# شوبوتا، میسیسیپی
شوبوتا (به انگلیسی: Shubuta) شهرکی در ایالت میسیسیپی کشور ایالات متحده آمریکا است که جمعیت آن در سرشماری سال ۲۰۱۰ میلادی، ۴۴۱
نفر بوده‌است.